# Universidad Estatal de Sonora

La Universidad Estatal de Sonora (siglas: UES) es un organismo descentralizado de la Administración Pública Estatal con personalidad jurídica y patrimonio propios, que tiene como fin prestar servicios de educación superior a través de la docencia, la investigación y la extensión y difusión de la cultura, dotado de autonomía en cuanto al ejercicio de sus funciones de enseñanza, investigación y difusión, para dictar sus propios estatutos y demás ordenamientos, para organizar su funcionamiento, así como para aplicar los recursos económicos en la forma que estime conveniente conforme a las disposiciones aplicables.

## Antecedentes históricos
El 18 de julio de 1980, se crea e integra el Patronato para el Fomento de la Educación Superior en San Luis Río Colorado, Sonora, A.C. Su objetivo fue establecer en esa ciudad una universidad en donde los jóvenes pudieran cursar estudios de nivel superior, evitando así emigrar a otras localidades del estado y del país, por lo cual el 20 de octubre, en la ciudad de Hermosillo, se estableció el convenio de apertura de la Universidad de San Luis Río Colorado.
La Universidad de San Luis Río Colorado inicia con una matrícula escolar de 300 alumnos, inscritos en cinco carreras:
1. Licenciado en Contaduría Pública
2. Licenciado en Administración de Empresas
3. Ingeniero Civil
4. Ingeniero Industrial con Especialidad en Administración
5. Ingeniero Agrónomo con Especialidad en Fitotecnia

La planta docente se conformó por 24 profesores. La universidad se mantuvo en funcionamiento por un lapso de tres años.

## Como Centro de Estudios Superiores
El 3 de octubre de 1983, se crea el Centro de Estudios Superiores Del Estado de Sonora, por medio de la Ley número 28, publicada en esta fecha en el Boletín Oficial No. 27 del Gobierno del Estado. Su finalidad general es participar en el proceso de formación de profesionales demandados por el desarrollo social, económico, cultural y político de la entidad. De esta manera inicia actividades la Unidad Académica de San Luis Río Colorado, ofreciendo las carreras de: 
- Licenciado en Contaduría Pública
- Licenciado en Administración de Empresas
- Licenciado en Empresas Turísticas
- Ingeniero Agrónomo en Sistemas de Irrigación
- Ingeniero Agrónomo en Zonas Áridas

Las tres últimas son carreras de nueva creación, siendo suprimidas las carreras de: Ingeniero Agrónomo con Especialidad en Fitotecnia, Ingeniero Civil e Ingeniero Industrial con Especialidad en Administrador.
En septiembre de 1984, en la ciudad de Hermosillo, Sonora, se establecieron las Escuelas Superiores de Geociencias y Horticultura, ofreciendo las carreras de: Ingeniero en Geociencias e Ingeniero en Horticultura. Aunado a esto en la Ciudad de Navojoa, Sonora, se instala la Escuela Superior de Acuacultura. Con la carrera de Ingeniero en Acuacultura, el siguiente año (1985), en la ciudad de Hermosillo, da inicio la Escuela Superior de Ecología, ofreciendo la carrera de Licenciado en Ecología.
Con el auge del turismo en el Estado de Sonora y viendo la importancia de preparar jóvenes para tal actividad, en 1990 se crea la carrera de Licenciado en Administración de Empresas Turísticas, en la misma ciudad de    Hermosillo.

## Creación de las unidades académicas
Por acuerdo de Dirección General (máxima autoridad en ese momento), fundamentado en un estudio de reforma administrativa, en 1992 se crea la Unidad Académica Hermosillo y la Unidad Académica Navojoa, desapareciendo las escuelas superiores que venía funcionando. En el mismo año dan inicio las actividades académicas de nuevos programas: Licenciado en Comercio Internacional, en la Unidad Académica Hermosillo; Ingeniero industrial, en la Unidad Académica San Luis Río Colorado; y Licenciado en Sistemas Computacionales Administrativos en la Unidad Académica Navojoa.
En 1993 y 1996 inician en la Unidad Académica San Luis Rio Colorado las carreras de Licenciado en Sistemas Computacionales Administrativos e Ingeniero industrial en Electrónica, respectivamente. Para 1998, en la ciudad de Magdalena, Sonora, se instala la Unidad Académica Magdalena, ofreciendo las carreras de Licenciado en Comercio Internacional y Licenciado en Sistemas Computacionales Administrativos.
Más tarde, en 1999 da inicio el programa de Maestría en Administración, en la Unidad Académica San Luis Río Colorado. Al año siguiente (2000), se crea la carrera de Licenciado en Comercio Internacional, en esta misma Unidad, contribuyendo en el desarrollo de la región y visualizando las expectativas de la sociedad. En 2001, el Centro de Estudios Superiores del Estado de Sonora establece la Unidad Académica Benito Juárez, ubicada en la población de Villa Juárez, Sonora (ahora municipio Benito Juárez), ofertando las carreras de Licenciado en Administración de Empresas y Licenciado en Sistemas Computacionales Administrativos. Ese año inicia la carrera de Licenciado en Entrenamiento Deportivo en la Unidad Académica Hermosillo.
Dentro de los objetivos institucionales se encuentra el compromiso de aumentar la calidad de los servicios educativos y de apoyo que son brindados a los alumnos; es por eso que el Centro de Estudios Superiores del Estado de Sonora en el periodo 2005-2007 logra la certificación de 25 procesos de gestión académica, administrativa y de planeación de la Dirección General, Unidad Académica Hermosillo y Unidad Académica Magdalena, bajo la Norma ISO 9001:2000. Además acredita seis programas educativos, por organismos reconocidos por el Consejo para la Acreditación de la Educación Superior A.C. (COPAES), y uno más logra el nivel uno de los CIEES, lo que ha representó que el 60% de la matrícula se encuentrara inscrita en programas de reconocida calidad. Se otorgaron 558 becas de PRONABES; así mismo se otorgaron apoyos a estudiantes indígenas. El 68% de profesores de inglés fueron certificados por la Universidad de Regina, Canadá.
Al inicio del ciclo escolar 2006-2007, el Centro de Estudios Superiores del Estado de Sonora cuenta con una población escolar de 5176 alumnos, inscritos en los programas de licenciatura y posgrado. En el mismo ciclo escolar se llevó a cabo la firma de un convenio con la Universidad Tecnológica de Nogales, para ofrecer a sus alumnos egresados de Técnico Superior Universitario en sus propias instalaciones, el programa de Licenciatura en Comercio Internacional.
En junio de 2008 se llevó a cabo la recertificación del Sistema de Gestión de la Calidad del Centro de Estudios Superiores del Estado de Sonora por parte de la casa certificadora Det Norske Veritas (DNV).

## La universidad como organismo descentralizado
El 3 de julio del mismo año, se llevó a cabo la publicación de la nueva Ley Orgánica No. 165 del Centro de Estudios Superiores del Estado de Sonora, abrogando la Ley Orgánica No. 28; por lo cual, el Centro pasa a ser un organismo descentralizado de la Administración Pública Estatal con personalidad jurídica y patrimonio propios; dando esto cambios en la estructura orgánica y funcional del Centro como es la del Director General que pasa a ser nombrado Rector, y se da la creación del Consejo Directivo del Centro de Estudios Superiores del Estado de Sonora; además las Unidades Académicas dejan de ser unidades desconcentradas de la Rectoría.
Atendiendo instrucciones del Ejecutivo Estatal, de corresponder con la mayor capacidad y eficiencia a la juventud estudiosa, la institución se transforma con una nueva identidad institucional a partir del 1 de septiembre de 2012, en la Universidad Estatal de Sonora, gracias a los apoyos de Gobierno del Estado y de la Federación.
- Datos: Q21574122